# The Lodge in the Wilderness
The Lodge in the Wilderness è un film muto del 1926 diretto da Henry McCarty. La sceneggiatura di Wyndham Gittens si basa su un racconto dallo stesso titolo di Gilbert Parker pubblicato nel 1909 a New York su Northern Lights. Ambientato nei territori del Nord-Ovest, in un campo di boscaioli, il film aveva come interpreti Anita Stewart, Edmund Burns, Larry Steers, Victor Potel, Eddie Lyons.

## Trama
John Hammond, il gestore di una tenuta nel Nord-Ovest, ingaggia il giovane ingegnere Jim Wallace per costruire un canale in un campo di disboscamento. Wallace, però, trova il suo lavoro gravemente ostacolato da Donovan, il sovrintendente, che l'ha preso in antipatia. Al campo giungono anche Virginia Coulson, la proprietaria della tenuta, e Dot, la sua domestica. Hammond, che vorrebbe sposare Virginia, le si dichiara ma lei, più interessata a Wallace, respinge la sua proposta di matrimonio.
 
Donovan, il sovrintendente, un giorno viene trovato morto. Visti i suoi burrascosi trascorsi con Wallace, i sospetti di tutti si appuntano su di lui: arrestato e processato, il giovane ingegnere viene trovato colpevole e condannato all'ergastolo. Hammond, che ha scoperto il vero responsabile della morte del sovrintendente (Goofus, un mezzo ritardato mentale), prevede di usarlo per costringere Virginia a sposarlo. Ma Goofus reagisce e, dopo avere ferito Hammond, provoca un incendio che si propaga nella foresta. Virginia, chiusa in una capanna, rischia di morire ma viene salvata da Jim, evaso di prigione con l'aiuto dell'amico Buddy. Goofus, alla fine, confessa l'omicidio e Jim torna in libertà.

## Produzione
Il film fu prodotto dalla Tiffany Productions.

## Distribuzione
Il copyright del film, richiesto dalla Tiffany, fu registrato il 13 luglio 1926 con il numero LP22908.

Distribuito dalla Tiffany Productions, il film uscì nelle sale statunitensi l'11 luglio 1926. Il 6 giugno 1927, la British Exhibition Films (BEF) lo distribuì nel Regno Unito. In Finlandia, uscì il 21 gennaio 1929. In Brasile, prese il titolo O Lobo da Floresta.
Copia completa della pellicola si trova conservata negli archivi del Filmmuseum di Amsterdam.